# Dolgen am See
Dolgen am See är en kommun i Landkreis Rostock i förbundslandet Mecklenburg-Vorpommern i Tyskland.
Kommunen bildades den 31 december 1999 genom en sammanslagning av de tidigare kommunerna Sabel och Striesdorf .
Kommunen ingår i kommunalförbundet Amt Laage tillsammans med kommunerna Hohen Sprenz, Laage och Wardow.